# Cecilia Suárez
María Cecilia Suárez de Garay (Tampico, Tamaulipas; 22 de novembre de 1971), més coneguda com a Cecilia Suárez, és una actriu de cinema i televisió mexicana, coneguda pel seu personatge com Paulina de la Mora en la sèrie original de Netflix, La casa de las flores.
És la primera actriu de parla hispana a ser nominada als Premis Emmy Internacional, com Millor actriu per la seva va treballar en la sèrie de HBO, Capadocia.

## Carrera
Va estudiar teatre en la Universitat de l'Estat d'Illinois als Estats Units i va debutar al cinema amb la pel·lícula Sexo, pudor y lágrimas. Va participar en la sèrie de HBO per a Llatinoamèrica Capadocia.
Ha participat en llargmetratges com Párpados azules, (per la qual va rebre el Premi a Millor Actriu a la XIV Mostra de Cinema Llatinoamericà de Lleida), Un mundo maravilloso, Hidalgo: La historia jamás contada, El viaje de la Nonna, Sin ton ni Sonia, Puños rosas, Todo el poder i Sexo, pudor y lágrimas.
El seu treball en televisió inclou les sèries èpiques Revolución i Gritos de muerte y libertad. Así como Locas de amor i Mujeres asesinas.
Ha participat en produccions internacionals com: The Air I Breathe, The Three Burials of Melquiades Estrada, Spanglish o Fidel així com en algunes sèries de televisió, entre les quals destaquen Medium, Boston Legal i For the People.
La seva llarga carrera interpretativa inclou obres de teatre com Otel·lo, Pequeñas certezas, El Diccionario Sentimental, Popcorn –per la qual l'Associació Mexicana de Crítics de Teatre li va atorgar el premi a Millor Actriu de Comèdia – i, als Estats Units, Electra, Every Man, The Crucible, Henry IV-II, The Comedy of Errors, The Rover, Balm in Gilead, Summer and Smoke i Santos & Santos, entre d'altres.
Cecilia ha treballat amb directors com Tommy Lee Jones, James L. Brooks, Frank Galati, Lucía Carreras, Ernesto Contreras i la seva germana Mafer Suárez; i amb actors com Anne Bancroft, Harvey Keitel, Tea Leoni, Andy García, Tommy Lee Jones, Iben Hjejle i Alice Braga.
És membre de la Companyia de Teatre de Chicago, Theatre with a View i encara que té una agenda molt atapeïda, sempre troba temps per a contribuir a la societat ja sigui com a portaveu de l'ONU per a la Campanya de Protecció als Defensors de Drets Humans, Declara't, o treballant pel seu projecte personal de Part Humanitzat en Hospitals Públics de la ciutat de Mèxic.
Cecilia compta amb el seu programa de cinema anomenat TNT + Film, del qual aviat es gravarà una segona temporada en TNT.
En 2018 va llançar el seu primer treball per a Netflix, sent coprotagonista de La casa de las flores, on hi interpreta a Paulina de la Mora.

## Vida personal
En l'àmbit personal, Cecilia va ser parella de l'actor Gael García Bernal; i del també actor Osvaldo de León.
A l'octubre de 2009 va anunciar que estava embarassada, va demanar respecte per ella i per la seva parella Osvaldo de León. Va dir: "En aquest moment vivim una de les etapes més importants de les nostres vides, perquè en uns pocs mesos ens convertim en pares, esperant sobretot el respecte de la premsa".
El seu fill Teo va néixer a l'abril de 2010. La seva relació amb Osvaldo de León va acabar a l'agost de 2010.
És germana de la directora cinematogràfica Mafer Suárez.

## Filmografia

### Televisió
| Any       | Títol                       | Rol                          | Notes                              |
| --------- | --------------------------- | ---------------------------- | ---------------------------------- |
| 1997      | Mi pequeña traviesa         | Pily                         | Actuació estelar                   |
| 1998      | La casa del naranjo         | Alicia Olmedo                | Co-protagonista                    |
| 1999      | Cuentos para solitarios     | Sandra                       |                                    |
| 2000-2001 | Todo por amor               | Carmina "Mina" García Dávila | Actuació estelar                   |
| 2001      | Lo que callamos las mujeres | Elena                        | Episodi: «La Lola enamorada»       |
| 2002      | ¡Fidel!                     | Celia Sánchez                | Pel·lícula per televisió           |
| 2002      | For the People              | Anita López                  | 16 episodis                        |
| 2007      | Boston Legal                | María Delgadillo             | Episodi: «Duck and Cover»          |
| 2007      | Tiempo Final                | Andrea                       |                                    |
| 2007      | Mujeres asesinas            | Ana                          | Episodi: «Ana, corrosiva»          |
| 2008-2012 | Capadocia                   | Aurelia Sosa / Valeria       | Repartiment principal, 26 episodis |
| 2009      | Medium                      | María Vargas                 | Episodi: «About Last Night»        |
| 2009      | Locas de amor               | Juana Vázquez                | Repartiment principal, 25 episodis |
| 2010      | Gritos de muerte y libertad | Leona Vicario                | Episodi: «Retrato de una Leona»    |
| 2011      | El sexo débil               | Alexandra Camacho            | Actuació estelar                   |
| 2011      | El encanto del águila       | Carmen Romero Rubio          | Repartiment principal, 3 episodis  |
| 2016      | Sense8                      | Mánager de Lito              | Invitada, 2 episodis               |
| 2017      | El César                    | Tía Hilda                    | Repartiment recurrent, 9 episodis  |
| 2018-2020 | La casa de las flores       | Paulina de la Mora Aguirre   | Repartiment principal, 34 episodis |
| 2020      | Alguien tiene que morir     | Mina Serrano de Falcón       | Repartiment principal, 3 episodis  |
| 2021      | 3 caminos                   | Úrsula Méndez                | Repartiment principal, 3 episodis  |

### Cinema
| Any  | Pel·lícula                                      | Rol                      | Director                              | Notes             |
| ---- | ----------------------------------------------- | ------------------------ | ------------------------------------- | ----------------- |
| 1998 | Lavar y usar                                    | Lucy                     | Sergio Guerrero                       |                   |
| 1999 | Sexo, pudor y lagrimas                          | Andrea Maldonado         | Antonio Serrano Argüelles             |                   |
| 1999 | Todo el poder                                   | Sofía Álvarez            | Fernando Sariñana                     |                   |
| 2002 | La venganza de Montezuma                        | Pilar                    | Jorge Riggen                          |                   |
| 2003 | Sin ton ni Sonia                                | Renée                    | Carlos Sama                           |                   |
| 2003 | Dreaming of Julia                               | Dulce                    | Juan Gerard                           |                   |
| 2004 | Spanglish                                       | Monica                   | James L. Brooks                       |                   |
| 2004 | Puños rosas                                     | Alicia                   | Beto Gómez                            |                   |
| 2005 | The Three Burials of Melquiades Estrada         | Rosa                     | Tommy Lee Jones                       |                   |
| 2005 | Chicken Little                                  | Abby (Patita Fea) Patosa | Mark Dindal                           | (Veu de doblatge) |
| 2005 | Sólo Dios sabe                                  | Olivia                   | Carlos Bolado                         |                   |
| 2006 | Un mundo maravilloso                            | Rosita                   | Luis Estrada                          |                   |
| 2007 | The Air I Breathe                               | Allison                  | Jieho Lee                             |                   |
| 2007 | Párpados azules                                 | Marina Farfán            | Ernesto Contreras                     |                   |
| 2009 | Cinco días sin Nora                             | Bárbara                  | Mariana Chenillo                      |                   |
| 2011 | Nos vemos, papá                                 | Pilar                    | Lucía Carreras                        |                   |
| 2013 | No sé si cortarme las venas o dejármelas largas | Ella misma               | Manolo Caro                           |                   |
| 2014 | Las oscuras primaveras                          | Flora                    | Ernesto Contreras                     |                   |
| 2015 | Elvira, te daría mi vida pero la estoy usando   | Elvira                   | Manolo Caro                           |                   |
| 2015 | Vidas violentas (segment Una Selfie)            | La teniente              | Mafer Suarez                          |                   |
| 2016 | La vida inmoral de la pareja ideal              | Martina                  | Manolo Caro                           |                   |
| 2016 | Macho                                           | Alba                     | Antonio Serrano Argüelles             |                   |
| 2017 | Mariposas verdes                                | Bárbara                  | Gustavo Nieto Roa                     |                   |
| 2017 | Cuando los hijos regresan                       | Carlota                  | Hugo Lara Chávez                      |                   |
| 2017 | Coco                                            | Tía Rosita               | Lee Unkrich                           | (Voz de doblaje)  |
| 2018 | Hombre al agua                                  | Magdalena Montenegro     | Rob Greenberg                         |                   |
| 2018 | Perfectos desconocidos                          | Eva                      | Manolo Caro                           |                   |
| 2019 | Klaus                                           | Alva                     | Sergio Pablos                         | (Veu de doblatge) |
| 2021 | Sexo, Pudor y Lágrimas 2                        | Andrea Maldonado         | Alonso Íñiguez                        | Post-producció    |
| 2021 | La pasajera (pel·lícula)                        | Mariela                  | Raúl Cerezo y Fernando González Gómez | Post-producció    |
| 2022 | Alegría (pel·lícula)                            | Alegría                  | Violeta Salama                        | Post-producció    |

## Premis i nominacions
| Any  | Premi                                           | Categoria                                              | Producció                           | Resultat   |
| ---- | ----------------------------------------------- | ------------------------------------------------------ | ----------------------------------- | ---------- |
| 2001 | Premios Bravo                                   | Millor Actriu de Repartiment                           | Todo por amor                       | Guanyadora |
| 2006 | Premi Ariel                                     | Millor Coactuació Femenina                             | Un mundo maravilloso                | Guanyadora |
| 2007 | Festival Internacional de Cinema de Guadalajara | Millor Coactuació Femenina                             | Párpados azules                     | Guanyadora |
| 2008 | Premio Ariel                                    | Millor Actriu                                          | Párpados azules                     | Nominada   |
| 2008 | Cinema Llatinoamericà                           | Millor Actriu                                          | Párpados azules                     | Guanyadora |
| 2008 | Asociación Mexicana de Críticos de Teatro       | Millor Actriu de Comèdia                               | El Diccionario Sentimental, Popcorn | Guanyadora |
| 2009 | Premis Emmy Internacional                       | Millor Actriu                                          | Capadocia                           | Nominada   |
| 2015 | Premi Ariel                                     | Millor Coactuació Femenina                             | Las oscuras primaveras              | Nominada   |
| 2019 | Premis Platino                                  | Millor interpretació femenina en minisèrie o telesèrie | La casa de las flores               | Guanyadora |
| 2020 | Premis Platino                                  | Millor interpretació femenina a minisèrie o telesèrie  | La casa de las flores               | Guanyadora |